# Мангишлакски залив
Мангишлакският залив (Матгистауски залив) (на казахски: Маңғыстау шығанағы; на руски: Мангышлакский залив) е залив в североизточната част на Каспийско море, край западните брегове на Казахстан. Разположен е между полуостровите Бузачи на североизток и Тюп Караган на юг и югозапад, части от големия полуостров Мангишлак. На северозапад е ограничен от Тюленовите острови. Вдава се навътре в сушата от запад на изток на около 100 km, ширина на входа около 70 km, дълбочина 9 – 14 m. Южните му брегове са стръмни и скалисти, а североизточните – ниски и засолени. В източната му част е разположен заливът Кочак, а в южната – заливът Саръташ. През зимата замръзва.